# Mirlo blanco, cisne negro
Mirlo blanco, cisne negro es una novela con rasgos autobiográficos de Juan Manuel de Prada, considerada por el autor como "un ajuste de cuentas con el mundo editorial, pero, sobre todo, conmigo mismo". Es una sátira feroz del mundo editorial y de los críticos literarios.

## Argumento
Año 2008. Un joven aspirante a escritor, Alejandro Ballesteros (inspirado en un De Prada joven), intenta triunfar en la literatura y conoce en una fiesta en la que están presentes escritores "nocilleros" y viejas glorias, a un famoso y veterano escritor caído en desgracia, Octavio Saldaña, (inspirado en Paco Umbral y Camilo José Cela, en otros escritores y en sí mismo) autor de Las aventuras del Capitán Pollalegre y a su mujer. Saldaña lee la obra que el joven acaba de publicar y, pronto, se deshace en elogios hacia él y hacia su libro. Este escritor mayor hace mucho que no publica, está de vuelta de la literatura y su mundillo, las tertulias cochambrosas de televisión, con una conducta autodestructiva. Acostumbra a tirar a la piscina de su chalet de Torrelodones los libros que le desagradan. Tiene un programa en una radio propiedad de Quico Barrientos (de ideología neoliberal y subvencionada por políticos afines), con el que tendrá un enfrentamiento. Entre Alejandro Ballesteros y Saldaña se establecerá una relación entre discípulo y maestro.
En cuanto al estilo, se aleja del tremendismo presente en sus anteriores novelas.